# Marie Rottrová
Marie Rottrová (* 13. listopadu 1941 Ostrava-Hrušov) je česká zpěvačka, klavíristka, hudební skladatelka, textařka a moderátorka.

## Život
Pochází z hudebnické rodiny, otec byl varhaník, matka zpěvačka. Od mládí se učila hrát na klavír. Po maturitě na bohumínském gymnáziu (stejně jako později její synové) pracovala jako úřednice. V roce 1960 se (ještě jako úřednice ostravské pobočky Československé státní spořitelny) zúčastnila ostravské hudební soutěže, která hledala mladé talenty a kterou doprovázel orchestr Gustava Broma. Na podkladě této soutěže dostala pozvánku do Československé televize, kde vystoupila poprvé s písničkou Jana Hammera a Jaromíra Hořce Rozmarné stvoření.
Po celou dobu odolávala nabídkám na přesídlení do Prahy a až do roku 1985 zůstávala věrná rodné Ostravě. V roce 1970 dostala nabídku ke vstupu do týmu Karla Gotta, kterou odmítla. Z jejich spolupráce vznikla nahrávka Mít pouhej tejden. V Ostravě vystupovala s instrumentální skupinou Františka Trnky, dále též s místními skupinami Oktet, Samuel a Majestic. První gramofonové desky se dočkala  v roce 1968. Od tohoto roku zpívala se skupinou Flamingo (později pod názvem Plameňáci). Stálou členkou této bigbeatové kapely se stala v roce 1969. Zde zpívala s Petrem Němcem zejména soulový repertoár. V pěvecké trojici Marie Rottrová – Petr Němec – Hana Zagorová na sebe upozornila již v roce 1968 na 2. československém beatovém festivalu v pražské Lucerně. První dlouhohrající desku se skupinou Flamingo vydala v roce 1970; zpívala na ní se zpěvákem Petrem Němcem. Byla vydána také exportní verze tohoto prvního alba pod názvem This Is Our Soul. Jednalo se o úspěšný profesní start, o čemž svědčí její další aktivní spolupráce prakticky se všemi velkými tanečními orchestry té doby. Navíc se objevilo i několik vynikajících textařů, kteří pro ni dokázali napsat kvalitní písňové texty. Především se jednalo o Jiřinu Fikejzovou, později též o Jaroslava Wykrenta a Jaromíra Nohavicu. I když v 70. letech zůstávala věrná Ostravě, začala se prosazovat v celorepublikovém měřítku, velkých úspěchů dosáhla s písněmi Lásko nebo Řeka lásky (Jaroslav Wykrent, 1974). Hitových rozměrů dosáhly také převzaté verze zahraničních melodií (Markétka, 1975; Bouda Na hororu, 1977; Hodina H, 1979). Kromě středního proudu a soulu se profilovala také jako interpretka šansonů a rockových balad (To mám tak ráda, 1975; Lásko, voníš deštěm, 1980; Ten vůz už jel, 1982). V seznamu svých hitů figuruje Marie Rottrová příležitostně i jako autorka hudby (Měli jsme se potkat dřív, 1985)
V soulovém období jí byla vzorem například Aretha Franklinová, podle níž jí byl dán přídomek „česká Lady Soul“.
Spolu s koncertními šňůrami se dostavilo i časté vystupování v Československé televizi, kde měla (zejména v ostravském televizním studiu) dost příležitostí k vystoupení. Kromě slovenského muzikálového filmu Neberte nám princeznú se stal úspěšným a populárním především televizní pořad Divadélko pod věží, který měl 22 dílů a kam si Marie Rottrová zvala zajímavé hosty z oblasti kultury, ale i mimo ni. Vystupovali zde, mimo jiné, třeba Karel Gott, Pavel Bobek či Jiří Bartoška. S některými z nich natočila i písňové duety (Klíč pro štěstí s Jiřím Bartoškou, S tím bláznem si nic nezačínej s Pavlem Bobkem, Najednou s Karlem Gottem). Z domácí produkce českých skladatelů vznikly v 80. letech hity Skořápky ořechů (Vladimír Figar, 1983), Zřejmě letos nikde nejsou kytky (Jiří Zmožek, 1985) nebo Večerem zhýčkaná (Vladimír Figar, 1987).
Koncem 80. let se dostavily i první osobní a zdravotní problémy a umělecká kariéra zpěvačky byla definitivně narušena i společenskými událostmi z listopadu 1989. Od roku 1985 žije v Praze, po druhém sňatku střídavě v Praze a v Německu. Z prvního manželství má dva dospělé syny Vítka a Martina, oba jsou hudebními skladateli.
Přestože Marie Rottrová původně odmítla natočit vánoční desku z důvodu, že trh je tímto sortimentem přesycen,[zdroj?] nakonec na desce začala pracovat a album Vánoční čas vyšlo v roce 1997; díky posluchačskému úspěchu získalo zlatou desku.
V roce 2001 vydala album Podívej v produkci Zdeňka Vřešťála a Víta Sázavského z Neřež, za které získala platinovou desku.
Marie Rottrová i přes vysoký počet alb neměla do roku 2003 prezentativní výběr svých největších hitů. V minulosti se sice na trhu objevilo několik výběrů jejích písní, ale šlo pouze o žánrově zaměřená alba. Až v roce 2003 vyšel exkluzivní výběr Všechno nejlepší, za který dostala Marie Rottrová dvě platinové desky za více než 40 000 prodaných kusů.
Roku 2004 vyšlo album plné duetů s názvem Ty a já. Obsahuje duety s Karlem Gottem, Petrem Němcem, Karlem Černochem nebo s Pavlem Bobkem.
V roce 2005 vyšlo pokračování úspěšného výběru Všechno nejlepší s názvem Všechno nejlepší 2, které bylo oceněno zlatou deskou.
Po roce 2005 se vrátila ke spolupráci s Vítem Sázavským a Zdeňkem Vřeštálem a opět také se skupinou Flamingo se zpěvákem Petrem Němcem a hostujícím Jaroslavem Wykrentem. Úspěšné jsou i její vánoční koncerty se Septetem plus a dětským pěveckým sborem Coro Piccolo.
V roce 2008 vyšlo premiérové DVD Marie Rottrové s názvem Tisíc tváří lásky, za které již na jeho křtu získala platinovou desku.
V listopadu 2009 vyšlo po 8 letech album Stopy s autorskými písničkami Zuzany Navarové, Zdeňka Vřešťála, Jaromíra Nohavici, Filipa Benešovského atd.
Na 17. listopadu 2009 připravila speciální exkluzivní dvojkoncert za doprovodu skupiny Neřež (původní členové starého Nerezu a zpěvačka Klára Vytisková) s názvem „Všechno nejlepší“ (největší hity) a „Pocta Zuzaně Navarové“.
V roce 2010 vyšel výběr hitů, které ji napsala Jiřina Fikejzová, s názvem Osud mi Tě přál, a při křtu CD získala zlatou desku za loňské album Stopy, kterého se prodalo více než 8 000 kusů.
V dubnu 2011 vyšlo na 3 CD dosud největší výběr hitů za celou kariéru Marie Rottrové. Komplet nese název Zlatá kolekce 1968–2010. V témže roce vychází tzv. komplet Co mám, to dám, který obsahuje většinu LP, a později CD Marie Rottrové plus DVD Tisíc tváří lásky. V roce 2011 při příležitosti 70. narozenin absolvovala úspěšné koncertní turné, které mělo být zakončením pěvecké kariéry, příležitostně ale vystupovala i v dalších letech.
Na webových stránkách hnutí ANO 2011 je uvedena jako jeho podporovatelka v sekci „Podporují nás“. Když se jí na to v červnu 2019 ptali novináři, odpověděla: „Já na to nebudu reagovat, promiňte, je to moje věc“.
V roce 2021 při příležitosti 80. narozenin vydal Supraphon výběr největších hitů na vinylu s názvem Lady Soul.
V roce 2024 byla oceněna medailí Za zásluhy I. stupně, za zásluhy v oblasti umění.

## Dílo

### Nejznámější písně
- Kůň bílý [1971]– původně Ballada wagonowa od polské zpěvačky Maryly Rodowiczové
- Řeka lásky [1974]
- Čím zvoní píseň má [1972]
- Lásko
- To nic [1979]
- Markétka [1973] – původně Małgośka od M. Rodowiczové
- To mám tak ráda [1975] – původně Je suis malade od Serge Lamy
- Střapatá nohatá [1979]
- S tím bláznem si nic nezačínej [1985] – původně Don't Fall In Love With A Dreamer, duet s Pavlem Bobkem – v originále Kenny Rogers a Kim Carnes
- Lásko voníš deštěm [1980] – původně She’s Gone od Black Sabbath
- Řekni, kde ty kytky jsou [1975]– původně Sag mir, wo die Blumen sind od Marlene Dietrichové (český originál Judita Čeřovská)
- Klíč pro štěstí [1985, 1991] – původně Thought I'd Ring You, duet s Jiřím Bartoškou – v originále Shirley Bassey a Alain Delon
- Skořápky ořechů [1983]
- Ty kdo jdeš kolem [1977]
- Měli jsme se potkat dřív [1985]
- Večerem zhýčkaná [1987]
- Ten vůz už jel [1983]
- Zřejmě letos nikde nejsou kytky [1984]
- Lakomá [1984, 2001]
- Štěstí [1980] – původně Lucky od Bernieho Paula anebo Lucky od Roy Black
- Žaluzie

### Diskografie

#### LP
- 1970 – Flamingo – Supraphon, pro distribuci v SSSR firma Melodija v licenci Supraphonu
- 1971 – This Is Our Soul – Supraphon/Artia, anglická verze alba Flamengo
- 1972 – Marie Rottrová – Supraphon
- 1976 – Flamingo, Plameňáci a Marie Rottrová 75 – Supraphon
- 1977 – Pěšky po dálnici – Supraphon
- 1977 – Rhythm And Romance – Supraphon
- 1977 – Ty kdo jdeš kolem – Supraphon, výběr
- 1981 – Muž č. 1 – Supraphon
- 1982 – Marie Rottrová vypravuje pohádky Františka Nepila – Supraphon
- 1983 – Já a ty – Supraphon
- 1985 – 12× Marie Rottrová – Supraphon, výběr
- 1986 – Mezi námi – Supraphon
- 1987 – Marie & spol. – Supraphon, výběr
- 1988 – Soul Feeling – Supraphon
- 1989 – Důvěrnosti – Supraphon
- 1992 – Chvíli můj, chvíli svůj – Monitor

#### CD
- 1993 – Chvíli můj, chvíli svůj – Monitor
- 1995 – Jeřabiny – B & M Music
- 1997 – To mám tak ráda (Bonton, výběr)
- 2001 – Neberte nám princeznú – soundtrack k filmu – BMB
- 2001 – Ty kdo jdeš kolem – Sony Music Bonton, reedice s bonusy
- 2001 – Podívej – BMG
- 2003 – Všechno nejlepší – Supraphon, výběr
- 2004 – Jen ty a já – Supraphon, výběr
- 2005 – Všechno nejlepší 2 – Supraphon, výběr
- 2009 – Stopy – Universal music
- 2010 – Osud mi tě přál – Universal music, výběr
- 2011 – Zlatá kolekce – Supraphon, výběr
- 2011 – Co mám, to dám – box 17CD + DVD, Supraphon
- 2013 – Čas motýlů – Supraphon, 2013 výběr
- 2018 – Lady Soul – Supraphon

#### DVD
- 2008 – Tisíc tváří lásky – Supraphon[7][8]